# Érsekhalma-nemesnádudvari löszvölgyek
Érsekhalma-nemesnádudvari löszvölgyek este o arie protejată (arie specială de conservare — SAC, sit de importanță comunitară — SCI) din Ungaria întinsă pe o suprafață de 240,26 ha, integral pe uscat.

## Localizare
Centrul sitului Érsekhalma-nemesnádudvari löszvölgyek este situat la coordonatele 46°19′31″N 19°05′33″E / 46.325278°N 19.0925°E.

## Înființare
Situl Érsekhalma-nemesnádudvari löszvölgyek a fost declarat sit de importanță comunitară în mai 2004 pentru a proteja 1 specie de animale. Situl a fost protejat și ca arie specială de conservare în februarie 2010.

## Biodiversitate
Situată în ecoregiunea panonică, aria protejată conține 3 habitate naturale: Pajiști stepice panonice pe loess, Tufărișuri subcontinentale peripanonice, Pajiști uscate seminaturale și facies de acoperire cu tufișuri pe substraturi calcaroase (Festuco-Brometalia) (* situri importante pentru orhidee).
La baza desemnării sitului se află o specie protejată de  nevertebrate: Carabus hungaricus.
Pe lângă speciile protejate, pe teritoriul sitului au mai fost identificate 21 de specii de plante, 2 specii de nevertebrate, 2 specii de reptile.